# 熊谷ラグビー場
熊谷ラグビー場（くまがやラグビーじょう）は、埼玉県熊谷市の熊谷スポーツ文化公園内にあるラグビー場。

## 概要
熊谷スポーツ文化公園内のラグビー専用の競技場である。
メインスタジアムであるAグラウンドとそれに隣接するBグラウンド・Cグラウンド、さらに公園西端の西グラウンドの4つのラグビー競技場がある。全国高等学校選抜ラグビーフットボール大会では、4グラウンドすべてが使用される。 

### Aグラウンド
全国高等学校選抜ラグビーフットボール大会やリーグワン（埼玉パナソニックワイルドナイツのホームゲーム）、関東大学ラグビー（関東大学ラグビー対抗戦グループ・関東大学ラグビーリーグ戦グループ）など数多くの試合が行われる。収容人数 24000人（全席座席）。
2019年に ラグビーワールドカップ2019の会場のひとつとなった。
2022年より パナソニックワイルドナイツのホームスタジアムとなっている。
なお、ワイルドナイツのホストゲームでのベンチサイドは、クラブハウスに近い北側がホストのワイルドナイツ、南側がビジターチームとなる。

### B・Cグラウンド
Bグラウンドは観客席（収容人員6700人）付きの専用グラウンドだが、Cグラウンドは多目的広場としての利用も可能となっている（但し有料施設の扱いであり、自由に立ち入りはできない）。

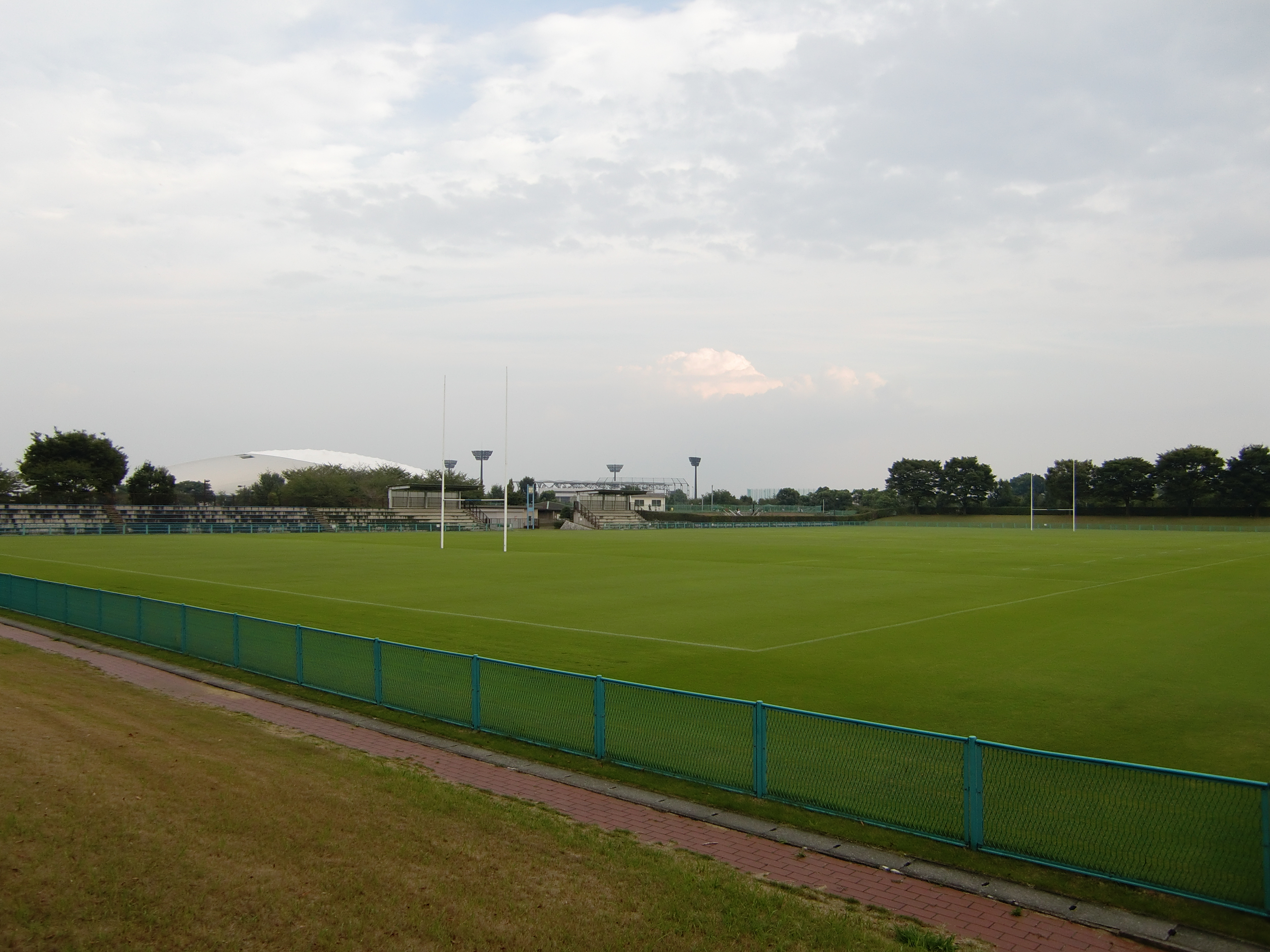
ラグビー場Bグラウンド
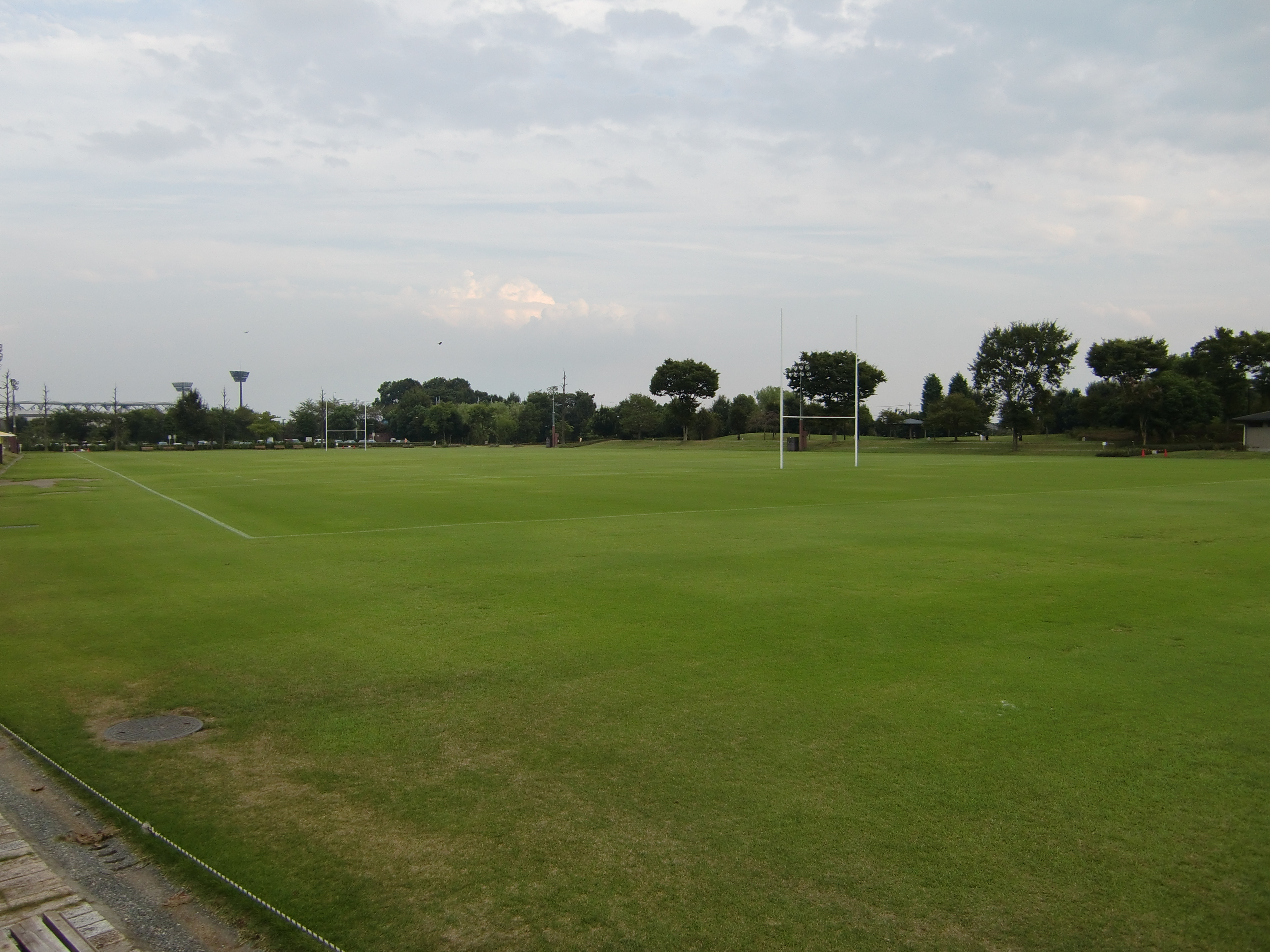
ラグビー場Cグラウンド

### その他
公園西端の "西グラウンド" は、かつての西第1多目的広場をラグビーの試合が可能なグラウンドとして改修したもの。アルカス熊谷が練習グラウンドに使用しているほか、全国高等学校選抜ラグビーフットボール大会などでも利用されている。
また、Aグラウンドに隣接するさくらオーバルフォートには、ワイルドナイツ専用の練習グラウンドがある。

## ラグビーW杯会場としての使用
日本でのラグビーワールドカップ2019の開催に合わせて、埼玉県と熊谷市は熊谷ラグビー場を改修し、強豪国との試合の開催が可能なBカテゴリー相当のスタジアムへ拡張する改修を行った。
改修前の収容能力は、芝生席込み24000人（座席9232人、立ち見4828人）であり、これを国際大会規格に適合させるため、全面座席に改修、新たにナイター照明塔、大型映像装置をそれぞれ新設すること（W杯開催には映像装置と照明設備が必須のため）や、屋根拡張（面積7000平方メートル、高さ35メートル）などを行った。その他フィールドやスタンド、外構の改修も行われた。下記掲載の写真にある通り、メインスタンドとバックスタンドの配置を入れ替えている。
2015年6月に基本・実施設計の一括委託を行う競争入札が行われ、松田平田設計が落札。スタジアム本体の施工に当たっては設計段階から施工者が関与する方式（アーリー・コントラクター・インボルブメント、ECI方式）が採用され、公募型プロポーザルにより清水建設が施工を前提とした「設計技術協力者」に選定された。2016年6月に工事に着手しており、総事業費は124億200万円。2018年8月31日に完成した。9月1日の全国高校ラグビー埼玉大会の開会式を皮切りに、10月20日ラグビートップリーグパナソニック ワイルドナイツVSキヤノンイーグルスの試合を熊谷ラグビー場こけら落とし記念試合として開催した。
ラグビーワールドカップ2019では予選プール戦が開催され、プールAのロシア － サモア（9月24日）、プールDのジョージア - ウルグアイ（9月29日）、プールCのアルゼンチン - アメリカ合衆国（10月9日）の3試合が開催された。

## 沿革
- 2002年（平成14年）5月26日 - テストマッチとして、リポビタンDチャレンジ2002・日本代表 対 トンガ代表戦を開催[6]。
- 2004年（平成16年） - 彩の国まごころ国体ラグビーフットボール競技が市内の荒川緑地ラグビー場と合わせて開催された。
- 2015年（平成27年）3月2日 - 熊谷ラグビー場が2019年ラグビーワールドカップ日本大会開催地12都市の一つとして選出された[7]。
- 2017年（平成29年）11月2日 - 「ラグビーワールドカップ 2019 日本大会」の試合日程が決まり、熊谷ラグビー場での開幕戦は9月25日「ヨーロッパ地区1（ロシア代表）vsヨーロッパ・オセアニア プレーオフ1（サモア代表）戦」に決定した。
- 2019年（令和元年）9月6日 - テストマッチとして、リポビタンDチャレンジカップ2019・日本代表 対 南アフリカ代表戦を開催。
- 2020年（令和2年）11月29日 - ラグビー大会としてリポビタンD presents JAPAN RUGBY CHALLENGE 2020を開催[8]。
- 2022年（令和4年）1月 - ジャパンラグビーリーグワン ディビジョン1所属 埼玉パナソニックワイルドナイツのホームスタジアムとなる [9]。
- 2022年（令和4年）5月24日・25日 第77期本因坊戦挑戦手合七番勝負（本因坊文裕（井山裕太九段）対一力遼棋聖）第2局開催[10]。対局は特別室で行い、文裕が222手まで中押勝ち。
- 2024年（令和6年）2月4日 - THE CROSS-BORDER RUGBY 2024の第２試合・リーグワン・埼玉ワイルドナイツ 対 スーパーラグビー・ギャラガーチーフス戦を開催 [11]。
- 2025年（令和7年）8月16日「エルフェン創設40周年記念×熊谷市誕生20周年記念マッチ」として、熊谷ラグビー場で男女を通じて初となるサッカーの公式戦、WEリーグ・ちふれASエルフェン埼玉 対 セレッソ大阪ヤンマーレディース戦が行われた[12]。

## アクセス

### ラグビーワールドカップ時のアクセス
ラグビーワールドカップ及び同テストマッチの日本代表戦では、以下の特殊手段でのアクセスとなる。
運行時間・予約方法等の詳細については、「熊谷へラグビーを見に行こう」サイトの『熊谷ラグビー場へのアクセス』ページを参照。
駐車場や周辺道路、ラグビーロードを規制し、シャトルバスや徒歩のみのアクセスに限る。
園内乗り入れの路線バスは運休。

### 電車利用者

#### 予約不要シャトルバス
熊谷駅から徒歩8分：熊谷市街地ファンゾーン前（市役所通り） - （ラグビーロード経由） - 西第2多目的広場（臨時駐車場）。 帰宅時は熊谷駅北口ロータリー着。
ファンゾーンは国道17号現道と市役所通りが交差する「コミュニティひろば」。
籠原駅北口 - （国道17号・国道17号熊谷バイパス・国道125号行田バイパス・埼玉県道303号弥藤吾行田線経由） - 第6駐車場内くまがやドーム北西側。

#### 予約制シャトルバス
いずれも園内は第6駐車場内くまがやドーム北東側を発着。
羽生駅西口から徒歩2分：ベルク羽生西店前（羽生市）。
森林公園駅北口（滑川町）。
太田駅南口から徒歩2分：OTA スクエアビル前（群馬県太田市）。

### 自家用車利用者

#### 予約制パークアンドライド
いずれも園内は第7駐車場を発着。
妻沼臨時駐車場（妻沼西部工業団地内） - （国道407号妻沼バイパス・熊谷バイパス・行田バイパス・弥藤吾行田線経由） - 駐車場。
テストイベント時は妻沼運動公園を使用していた。
熊谷さくら運動公園 - （宮塚古墳通り・熊谷西環状線・妻沼バイパス・熊谷バイパス・行田バイパス・弥藤吾行田線経由） - 駐車場。
大里行政センター - （埼玉県道257号冑山熊谷線新道・第2北大通線・熊谷谷郷線・行田バイパス・弥藤吾行田線経由） - 駐車場。
行田市総合公園（行田市） - （行田バイパス・弥藤吾行田線経由） - 駐車場。

### 園内移動
第6駐車場東側及び第7駐車場は、ラグビー場から距離がある為、足が不自由な人を優先に自動運転バス「おもいやりシャトル」で第4駐車場へ中継する。

## ギャラリー

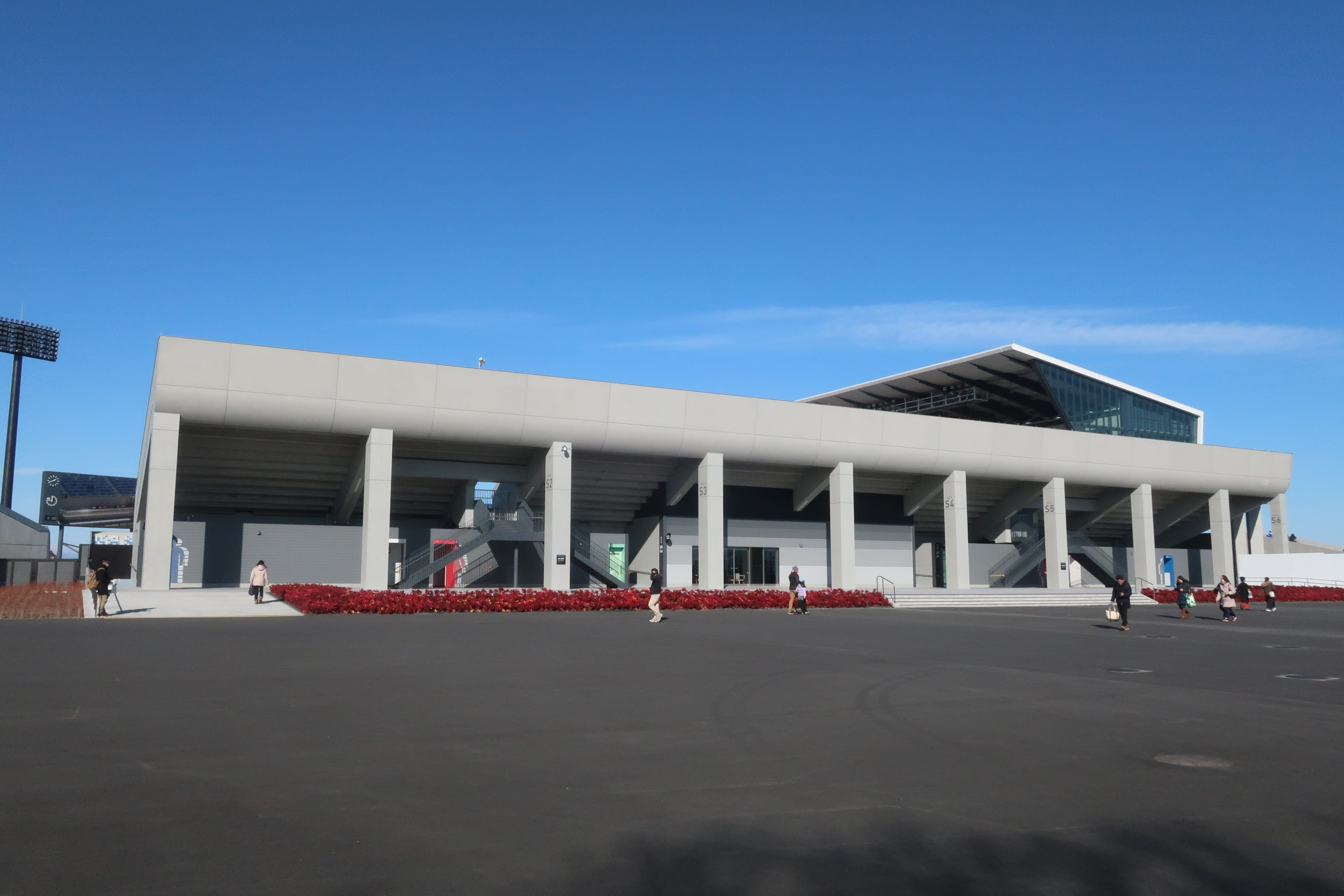
メインスタンドホーム側外観
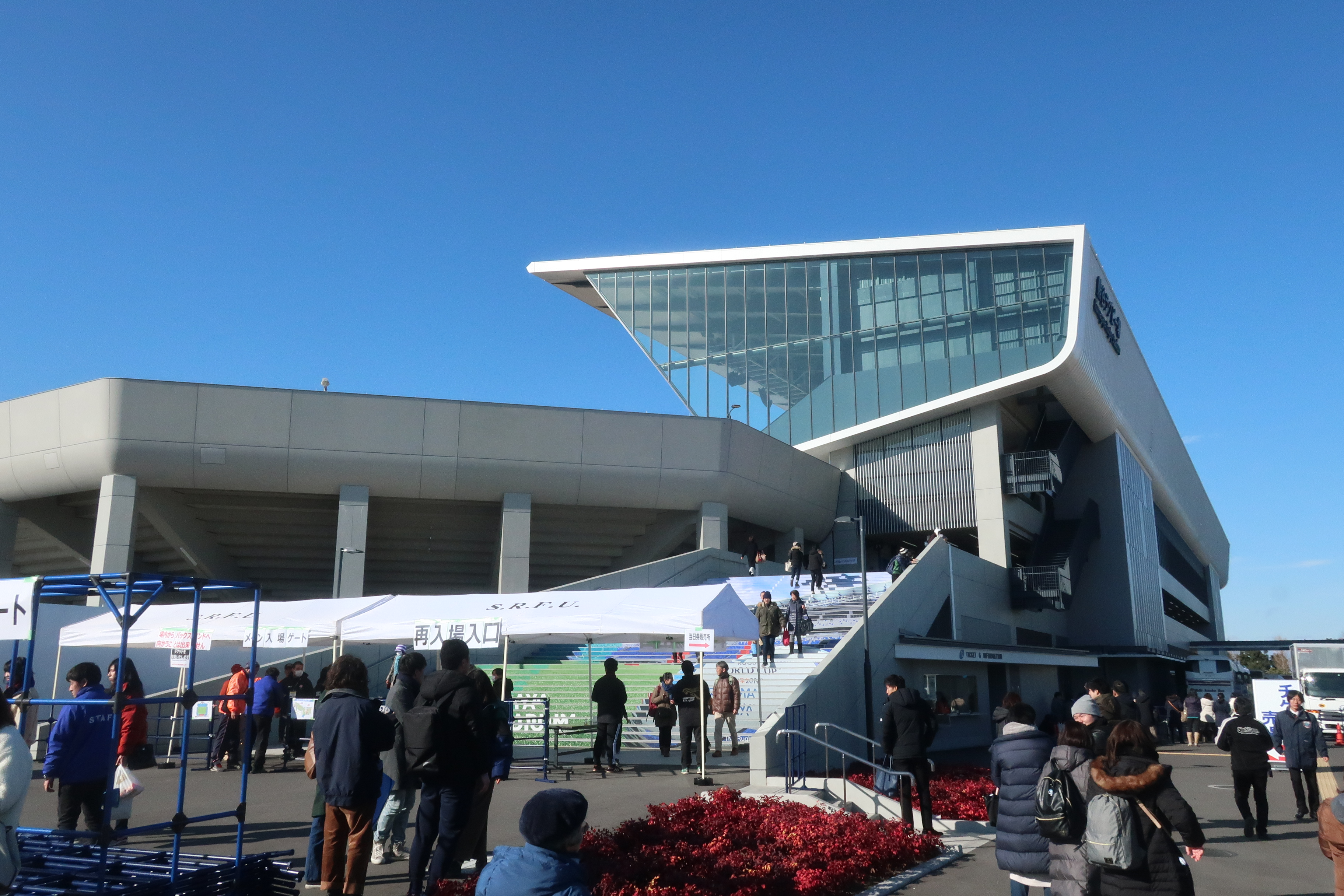
メインスタンド新装屋根外観
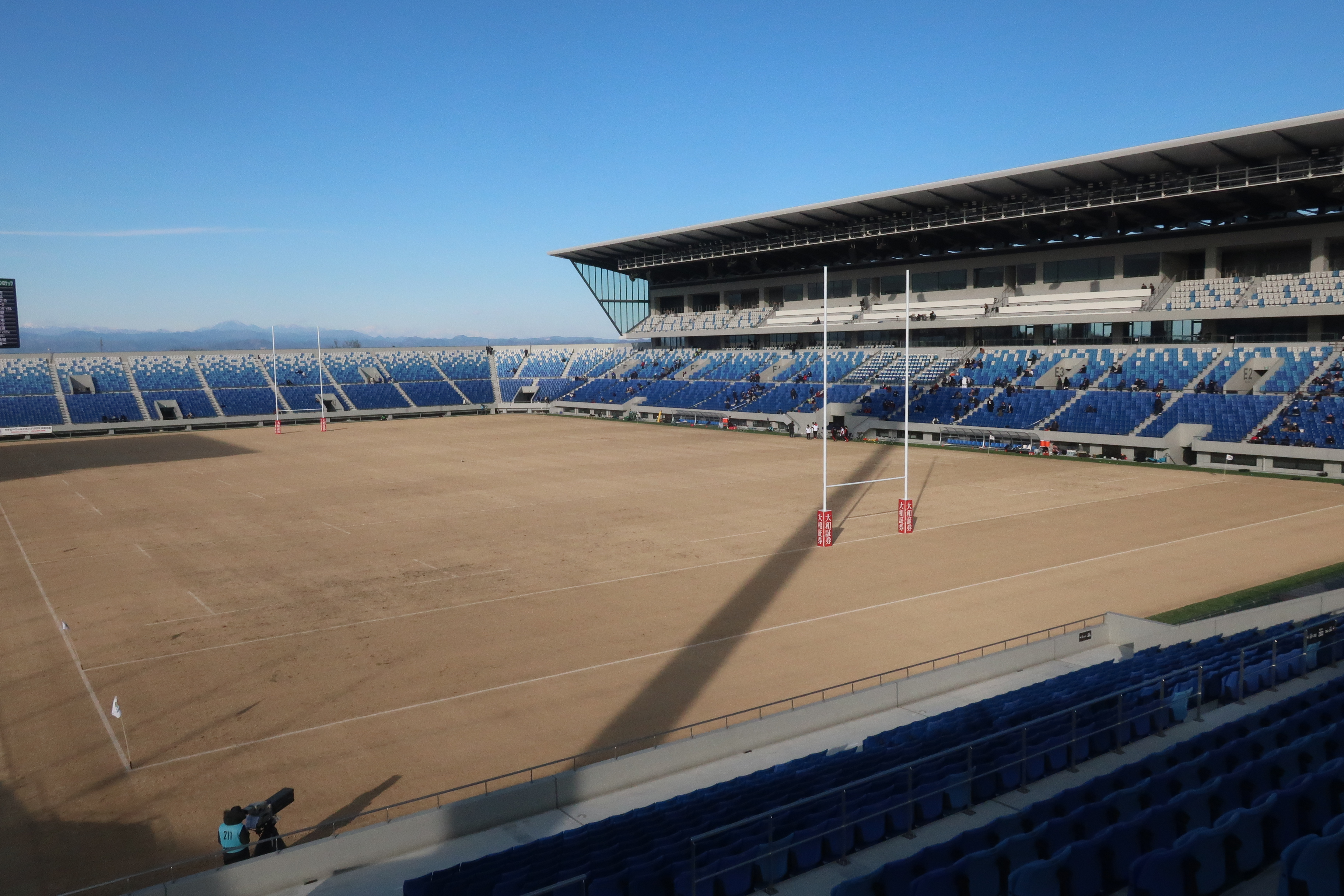
バックスタンドホーム側からメインスタンドを見る
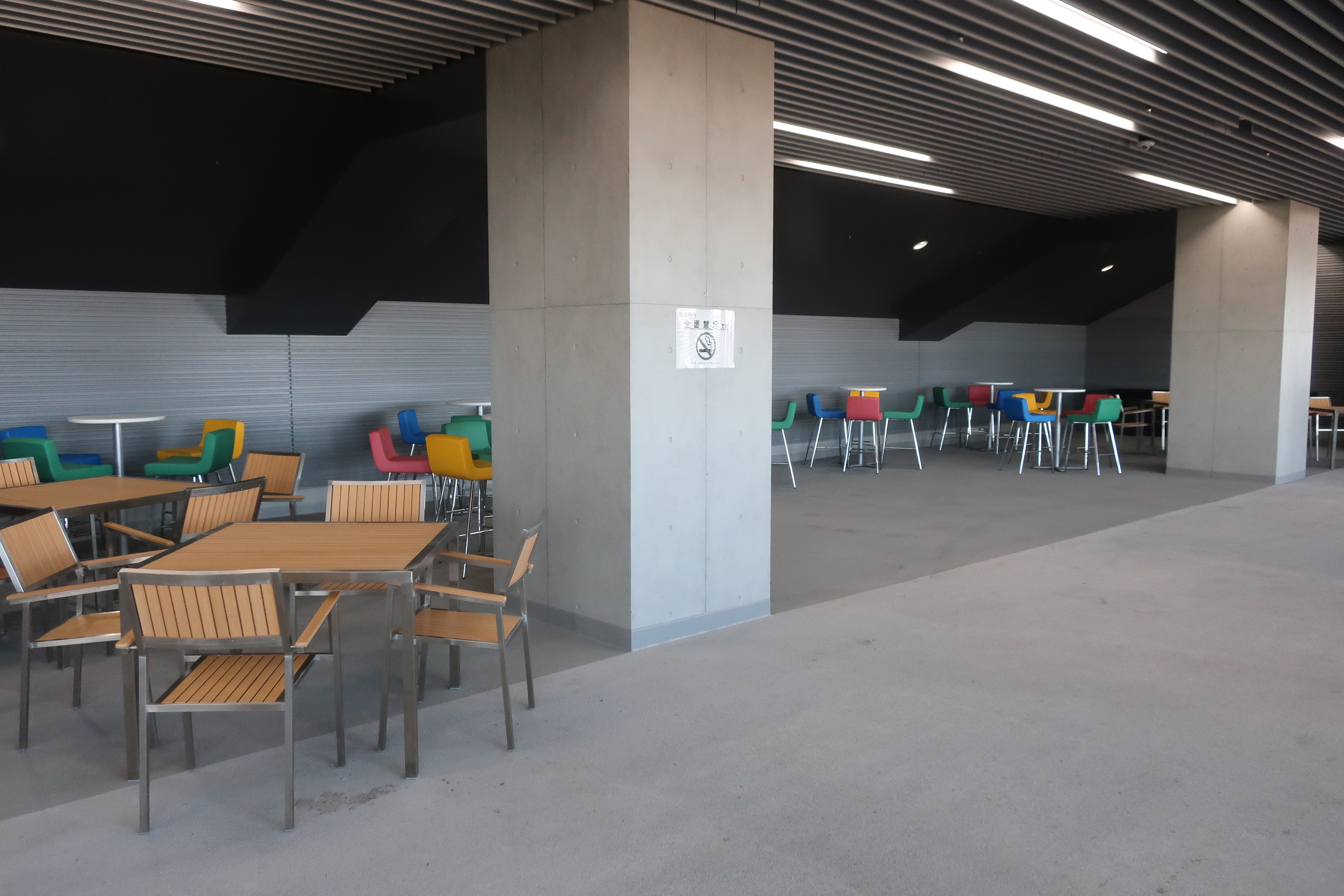
メインスタンド内飲食エリア
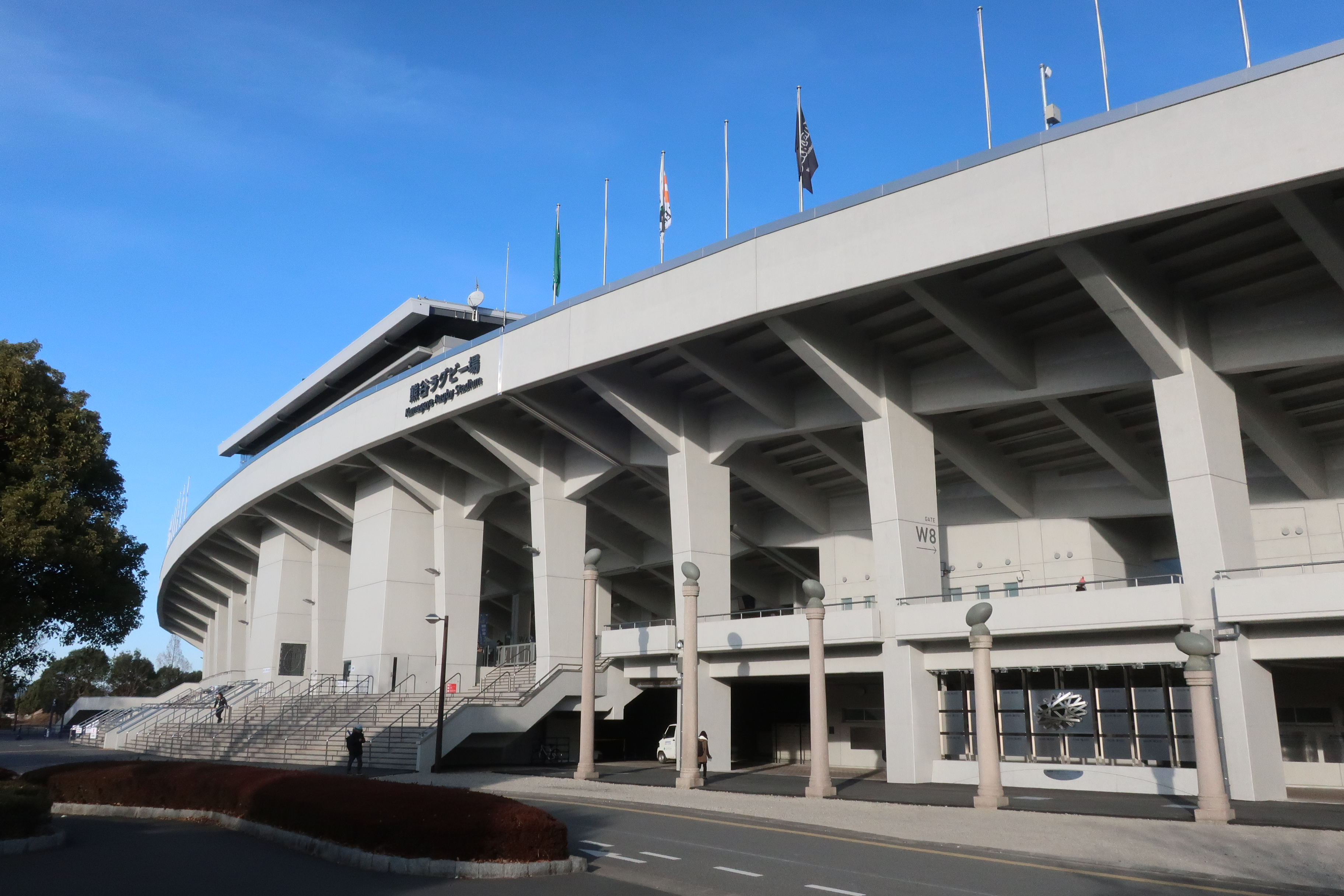
バックスタンド外観（旧メインスタンド外観）
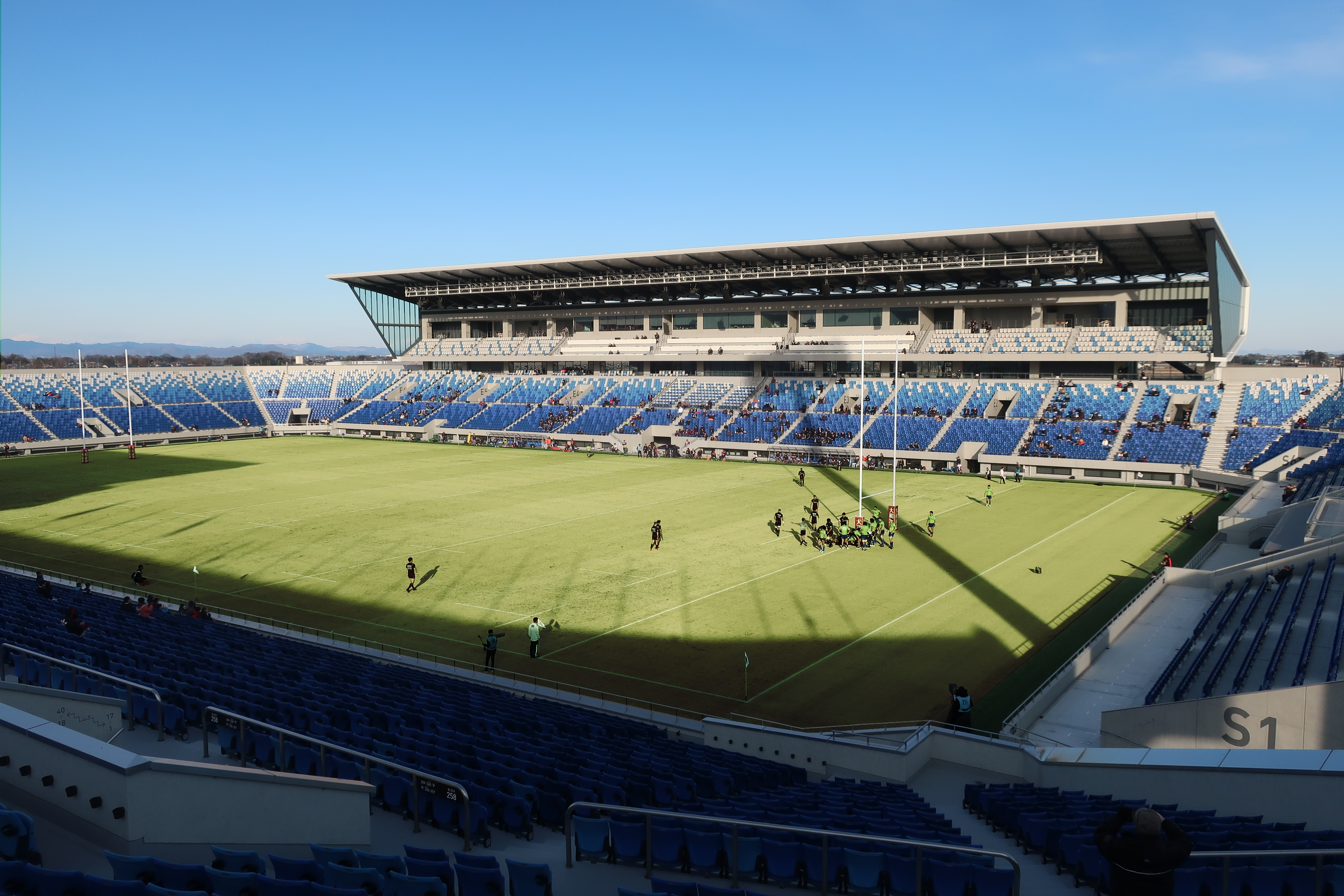
バックスタンドホーム側からピッチを見る
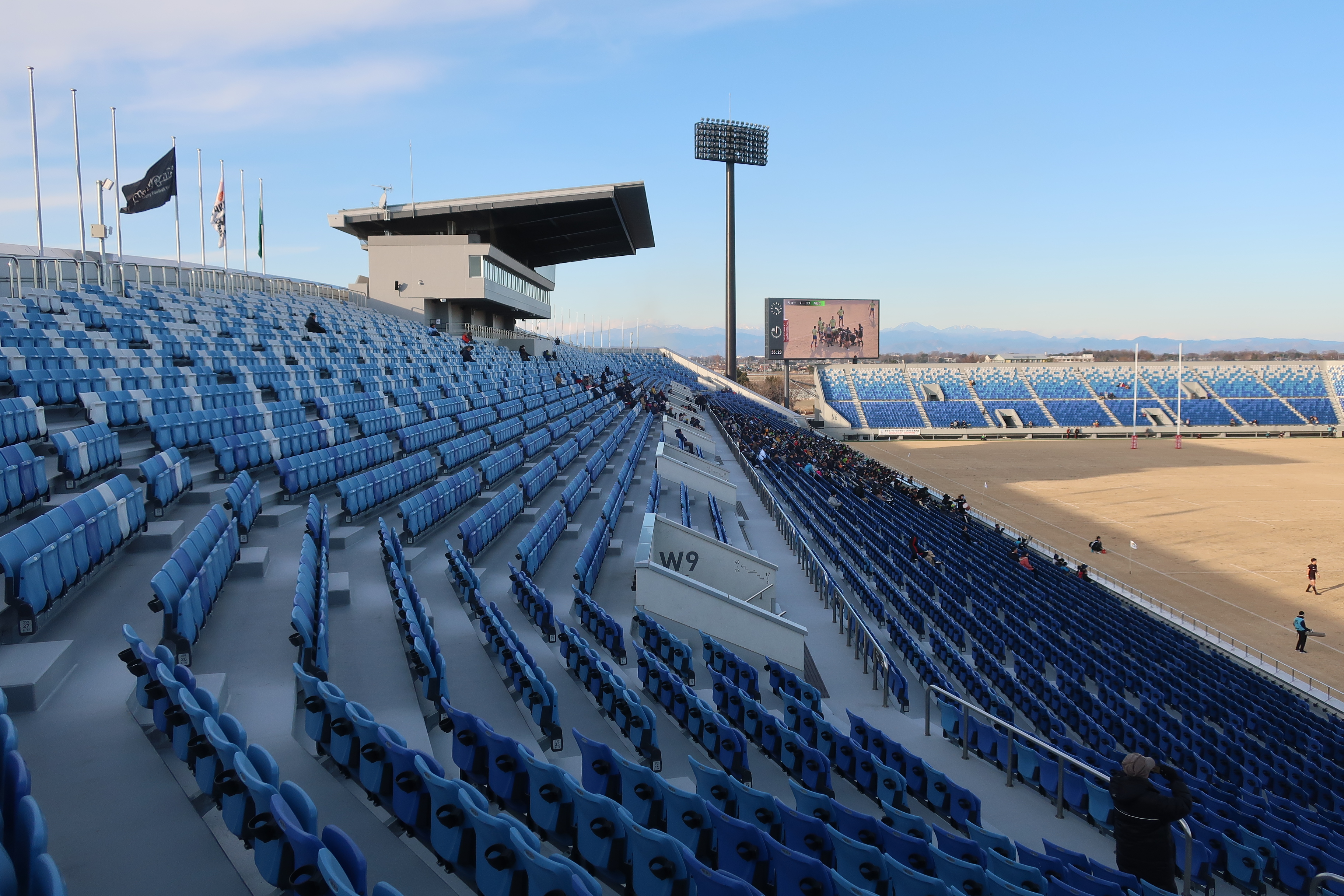
改修後のバックタンド
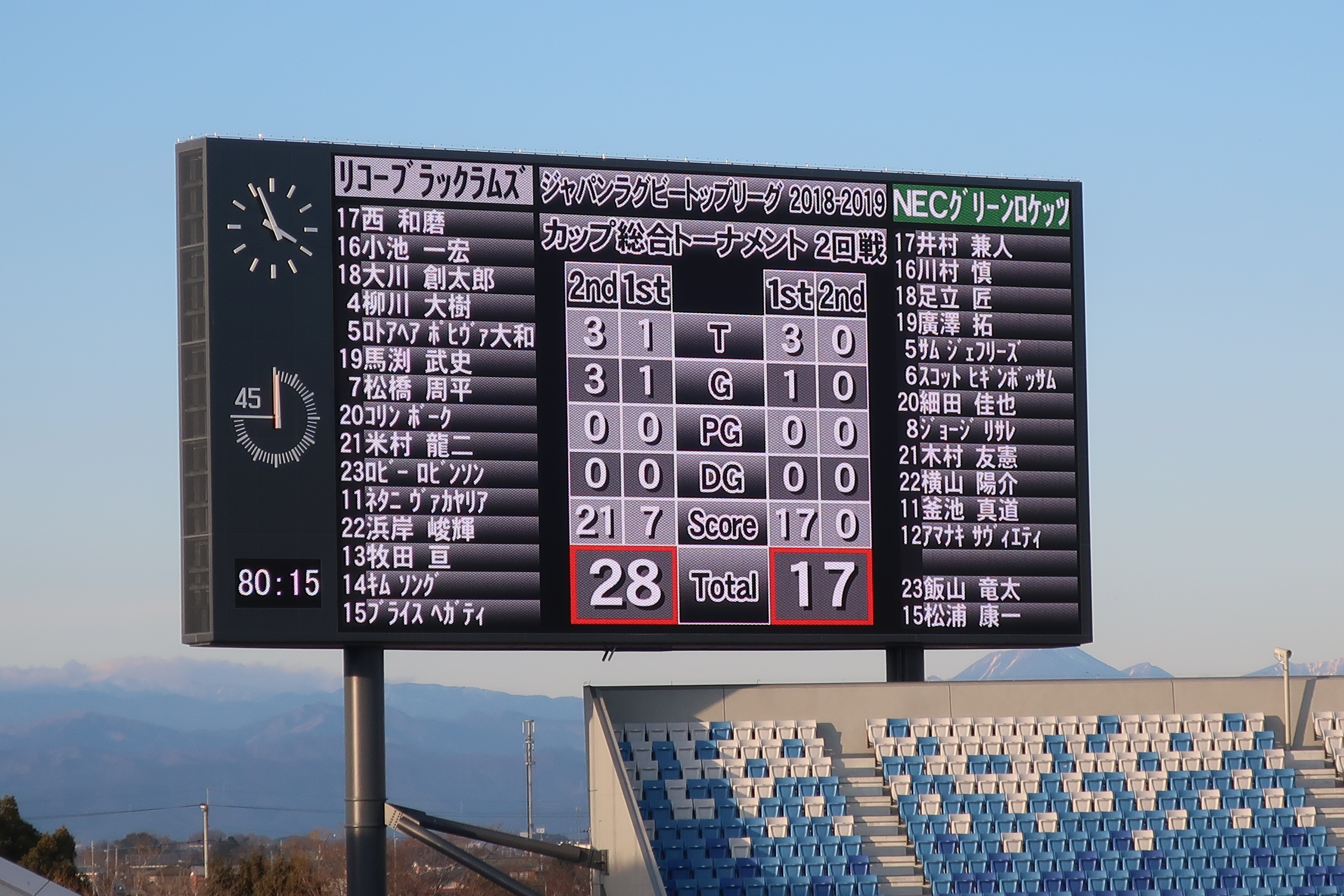
新設された大型映像装置
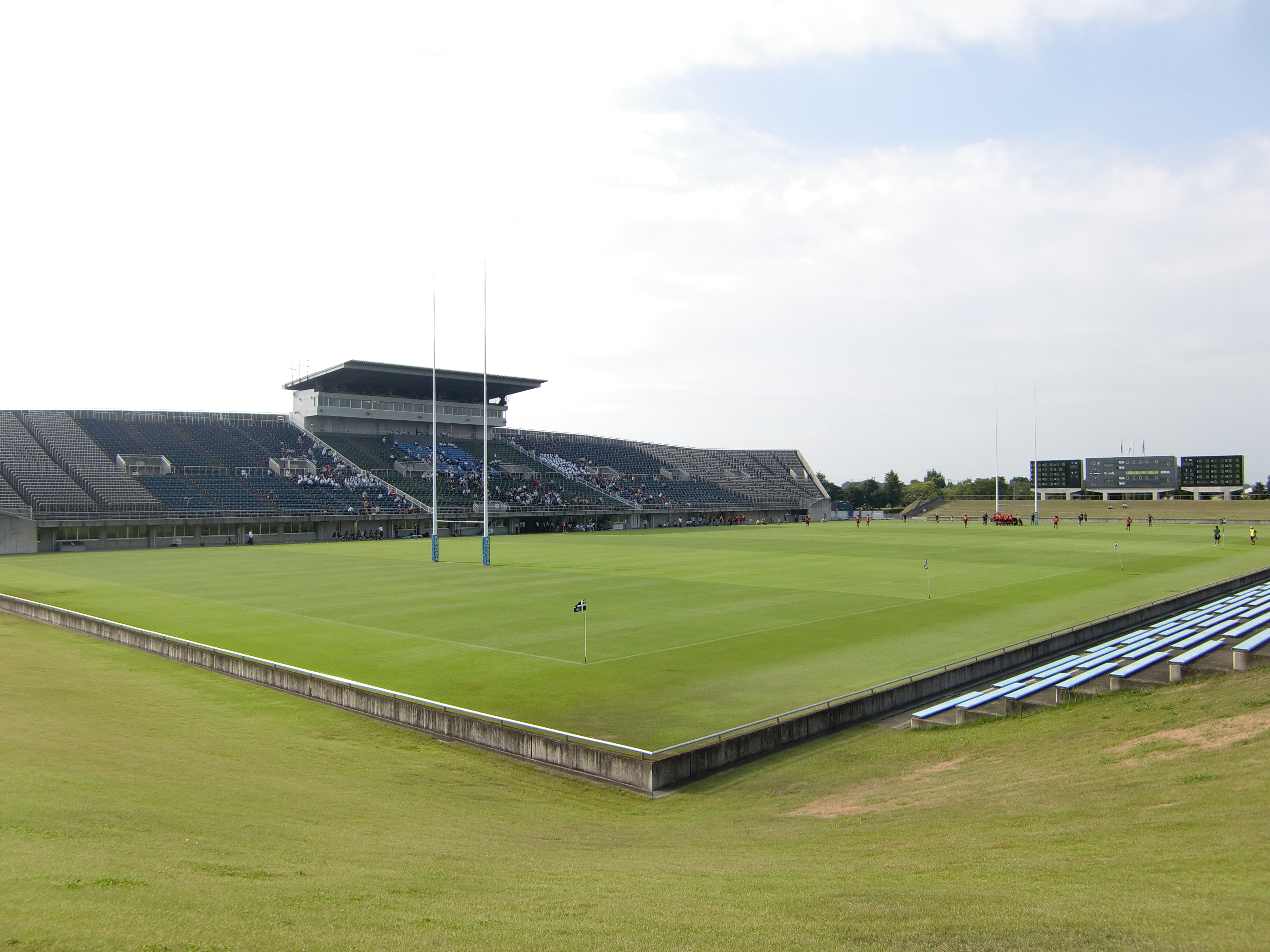
改修前のスタジアム（旧バックスタンドから旧メインスタンド=現在は逆配置を望む）